# Daniel Pautrat
Pour les articles homonymes, voir Pautrat.
Daniel Pautrat, né le 3 février 1938 à La Ferté-Alais, est un journaliste sportif français reconverti dans l'organisation de courses cyclistes.

## Carrière
Il fréquente l'école de Graçay à partir de l'âge de sept ans, puis le lycée Alain-Fournier de Bourges. Après l'obtention du baccalauréat, il devient surveillant au collège moderne et technique (l'actuel lycée Pierre-Émile-Martin). Il est maître d'internat, pour pouvoir travailler le soir et la nuit et faire du vélo pendant la journée.
Membre de l'UC Berry, il devient champion de France universitaire en 1960, à Saint-Étienne.
L'année suivante, Daniel Pautrat, qui a trouvé sa voie, participe à la coupe de France des téléreporters. Ils sont des milliers de journalistes en herbe au départ, et il parvient en quarts de finale. Le légendaire Georges Briquet, que la France entière écoute commenter le Tour de France, le fait ensuite entrer à France Inter. Il succède, sur les ondes, à Robert Chapatte, tout juste recruté par la télévision. Il commente le Tour de France sur France Inter de 1961 à 1969, avant de rejoindre la deuxième chaîne de télé en 1970.
De 1975 à 1985, Daniel Pautrat commente la Grande boucle, alors retransmise par TF1. Il est notamment assisté de Roger Pingeon pendant le Tour de France 1975. Il ne quitte l'antenne qu'en 1992, au lendemain des Jeux olympiques d'hiver d'Albertville, après avoir pris part à la création d'Eurosport.
En 1971, il contribue, avec les frères Maillet, à la relance de Paris-Bourges sous le nom de Trophée Georges-Briquet.
Il se reconvertit dans l'organisation de courses cyclistes, en particulier en Afrique, comme le Tour du Sénégal ou le Tour du Mali.

## Décoration
- Officier de l'ordre national du Mérite Il est promu officier par décret du 2 mai 2012[3]. Il était chevalier du 3 février 1994.